# 538 (szám)
Az 538 (római számmal: DXXXVIII) egy természetes szám, félprím, a 2 és a 269 szorzata.

## A szám a matematikában
A tízes számrendszerbeli 538-as a kettes számrendszerben 1000011010, a nyolcas számrendszerben 1032, a tizenhatos számrendszerben 21A alakban írható fel.
Az 538 páros szám, összetett szám, azon belül félprím, kanonikus alakban a 21 · 2691 szorzattal, normálalakban az 5,38 · 102 szorzattal írható fel. Négy osztója van a természetes számok halmazán, ezek növekvő sorrendben: 1, 2, 269 és 538.
Nyílt meandrikus szám.
Az 538 négyzete 289 444, köbe 155 720 872, négyzetgyöke 23,19483, köbgyöke 8,13319, reciproka 0,0018587. Az 538 egység sugarú kör kerülete 3380,35370 egység, területe 909 315,14403 területegység; az 538 egység sugarú gömb térfogata 652 282 063,3 térfogategység.